# Боготольский
Боготольский — посёлок в Чулымском районе Новосибирской области. Входит в состав Чикманского сельсовета.

## География
Площадь посёлка — 7 га.

## Население
| 1926 | 2002 | 2007 | 2010 |
| ---- | ---- | ---- | ---- |
| 256  | ↘10  | →10  | ↘9   |

## Инфраструктура
В посёлке по данным на 2007 год отсутствует социальная инфраструктура.